# Montignargues
Montignargues é uma comuna francesa na região administrativa de Occitânia, no departamento de Gard. Estende-se por uma área de 4,46 km². Em 2010 a comuna tinha 597 habitantes (densidade: 133,9 hab./km²).